# الحوازة (لحوازة)
الحوازة هي إحدى مشيخات المملكة المغربية، تتبع جغرافيا لإقليم سطات وإداريًا للحوازة. يقدر عدد سكانها بـ 1714 نسمة حسب الإحصاء الرسمي للسكان والسكنى لسنة 2004.